# Anatya januaria
Anatya januaria is een libellensoort uit de familie van de korenbouten (Libellulidae), onderorde echte libellen (Anisoptera).
De wetenschappelijke naam Anatya januaria is voor het eerst geldig gepubliceerd in 1911 door Ris.